# Robinson R66
Il Robinson R66 Turbine è un elicottero utility leggero mono-turbina, a 5 posti e con rotore bipala, destinato anche ad essere utilizzato anche come addestratore, realizzato dall'azienda statunitense Robinson Helicopter Company negli anni duemila. La vendita del primo velivolo viene conclusa nell'anno 2010; attualmente risulta essere ancora in produzione ed è stato firmato l'accordo con Elifriulia in esclusiva per l'Italia, il cui primo volo nel territorio italiano è stato effettuato il 10 dicembre 2014. L'elicottero, registrato I-RSIX, è stato presentato al pubblico il 30 gennaio 2015.

## Storia

### Sviluppo
Nel marzo 2007, la Robinson ha annunciato un piano per la produzione di un nuovo modello di elicottero a 5 posti dalla configurazione simile a quella dell'R44, ma con in aggiunta un compartimento portabagagli, una cabina più ampia (2,34 metri) e per la prima volta nella produzione dell'azienda, l'installazione di un motore turboalbero, il Rolls-Royce RR300.
Il prototipo venne portato in volo per la prima volta il 7 novembre 2007 ed ottenne la certificazione da parte della Federal Aviation Administration (FAA) l'agenzia federale statunitense per l'aviazione civile, nell'ottobre dell'anno 2010.
Nell'anno 2009 in occasione dell'HeliExpo svoltosi dal 22 al 24 febbraio 2009 presso l'Anaheim Convention Center di Anaheim, in California venne presentato per la prima volta al pubblico.
Commercialmente il velivolo si trova ad occupare la fascia di mercato appena superiore al R44 e coincidente con quella lasciata vacante dal Bell JetRanger, la cui produzione terminò nell'anno 2010.

## Descrizione tecnica
L'R-66 Turbine è elicottero leggero che riprende la configurazione classica del suo predecessore R-44, rotore a due pale semirigide più rotore anticoppia in coda anch'esso a due pale.
La struttura è realizzata in tubi saldati in acciaio al cromo-molibdeno sulla quale anteriormente è montata una cabina di pilotaggio a cinque posti su due file, due anteriormente e tre posteriormente, realizzata in fibra di vetro ed alluminio dotata di un'ampia finestratura in plexiglas.
Posteriormente invece la trave di coda, gli stabilizzatori orizzontali e verticali sono costruiti interamente in alluminio.

### Controlli
Anche nei controlli l'R-66 Turbine riprende la soluzione tecnica già introdotta nel primo e più piccolo modello della gamma, l'R22.
Invece di utilizzare un ciclico tradizionale composto da un'asta posta tra le ginocchia del pilota, l'R66 si avvale di un'unica "barra a T", soluzione brevettata dalla Robinson, collegata ad un'asta che emerge dalla console tra i due sedili. Questo facilita l'accessibilità ai sedili da parte degli occupanti e riduce la possibilità di causare danni in caso di brusco atterraggio. La barra è ricoperta di un materiale antiscivolo su entrambi i lati che si estende sino alla parte che scende tra le gambe.

## Elicotteri comparabili
Francia
- Eurocopter AS350 Écureuil

 Stati Uniti
- Bell 206
- MD Helicopters MD 500